# ریستی، استونی
ریستی (به لاتین: Risti) یک منطقهٔ مسکونی در استونی است که در دهستان لنه-نیگولا واقع شده‌است. ریستی ۵۳۵ نفر جمعیت دارد.

## نگارخانه

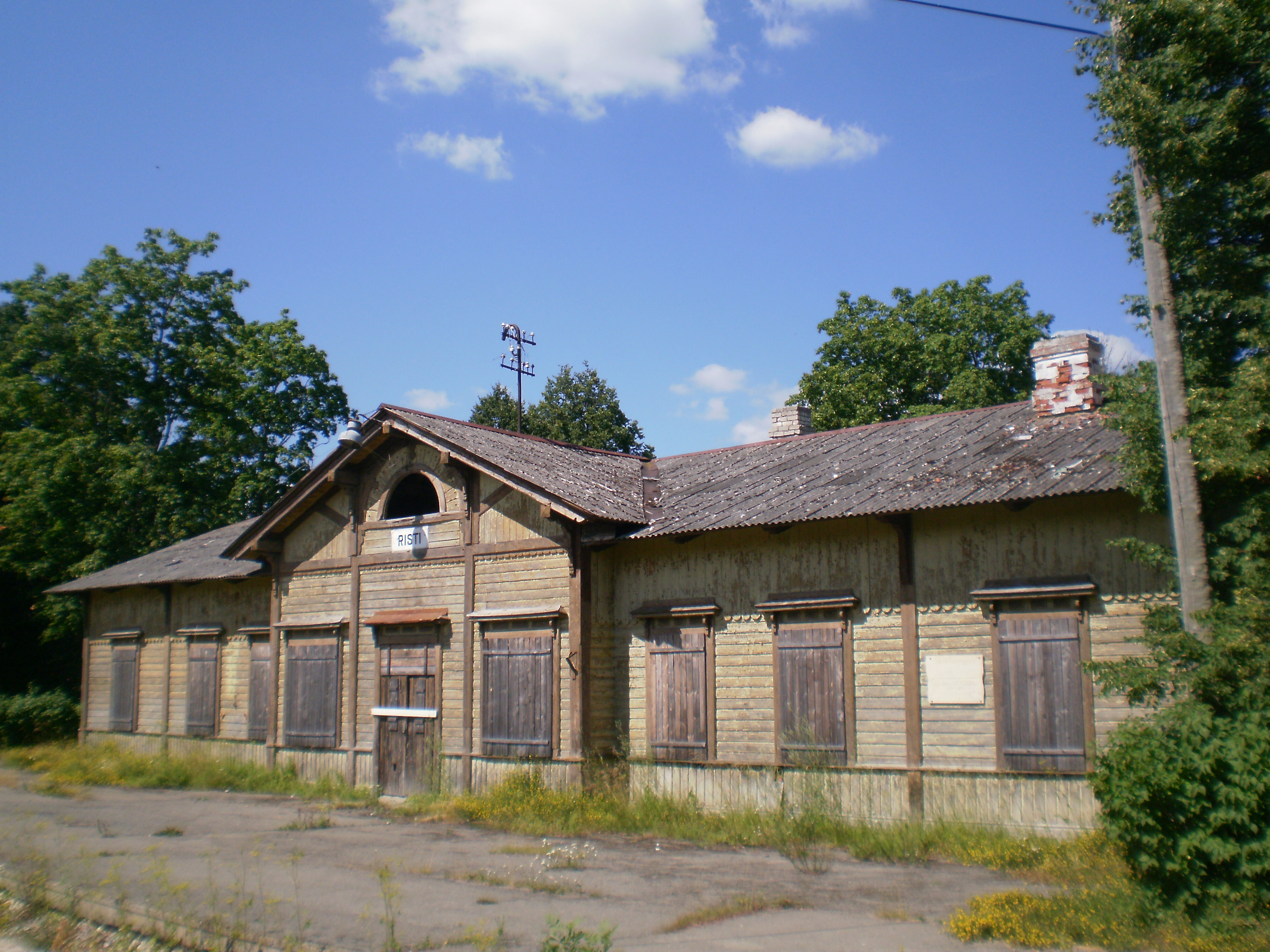
ایستگاه راه‌آهن ریستی
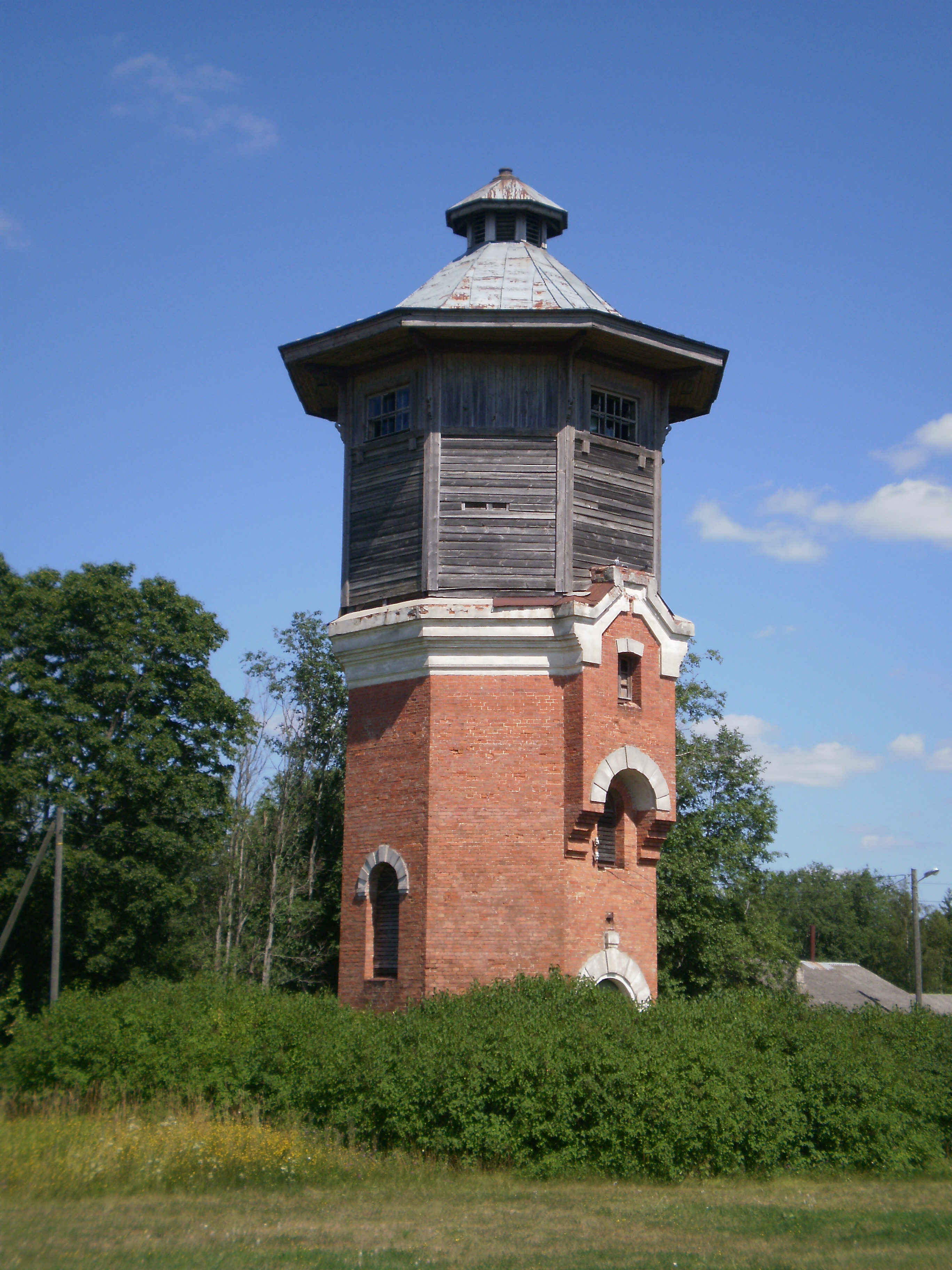
Water tower in railway station
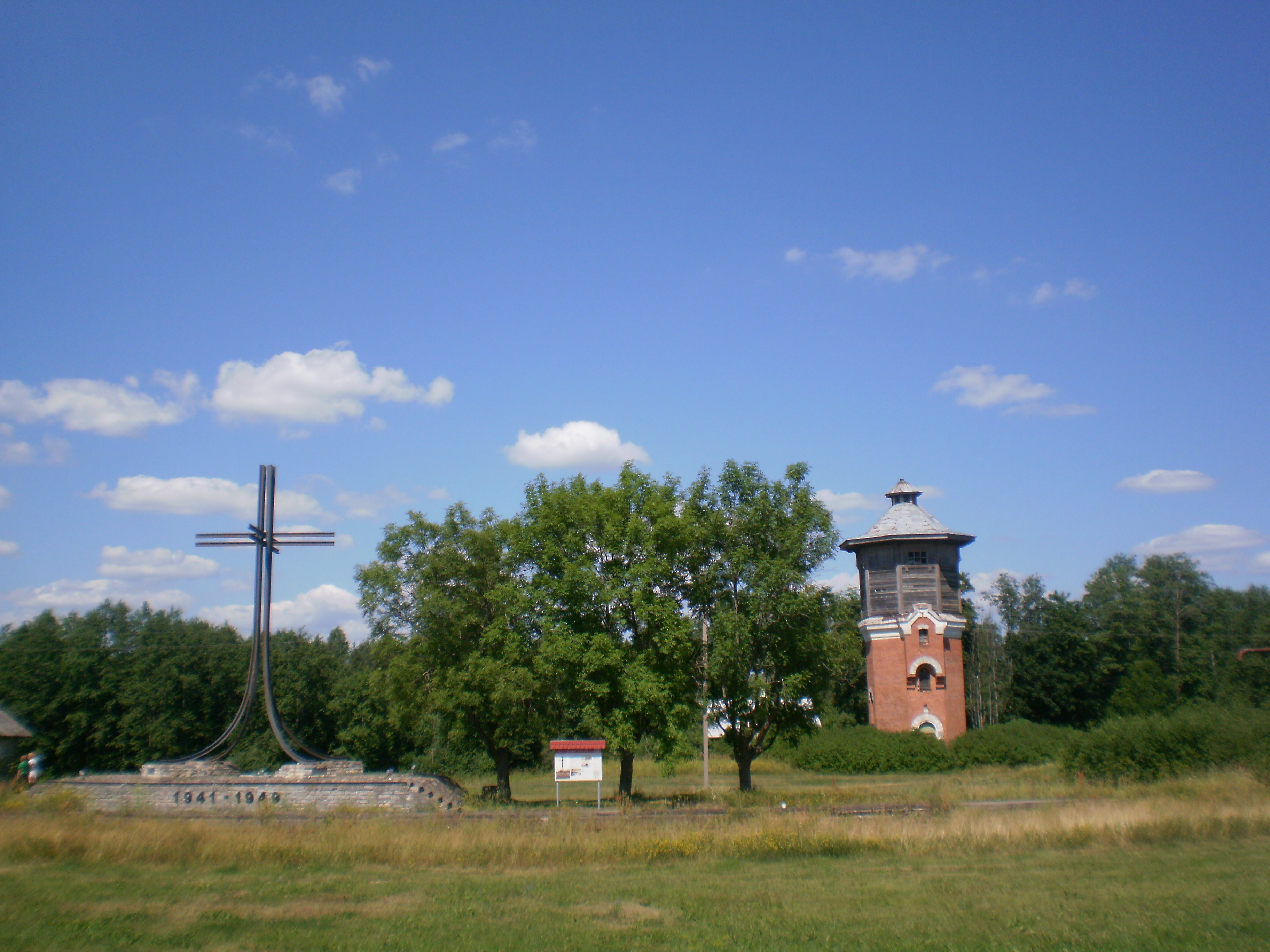
Memorial to the victims of deportations
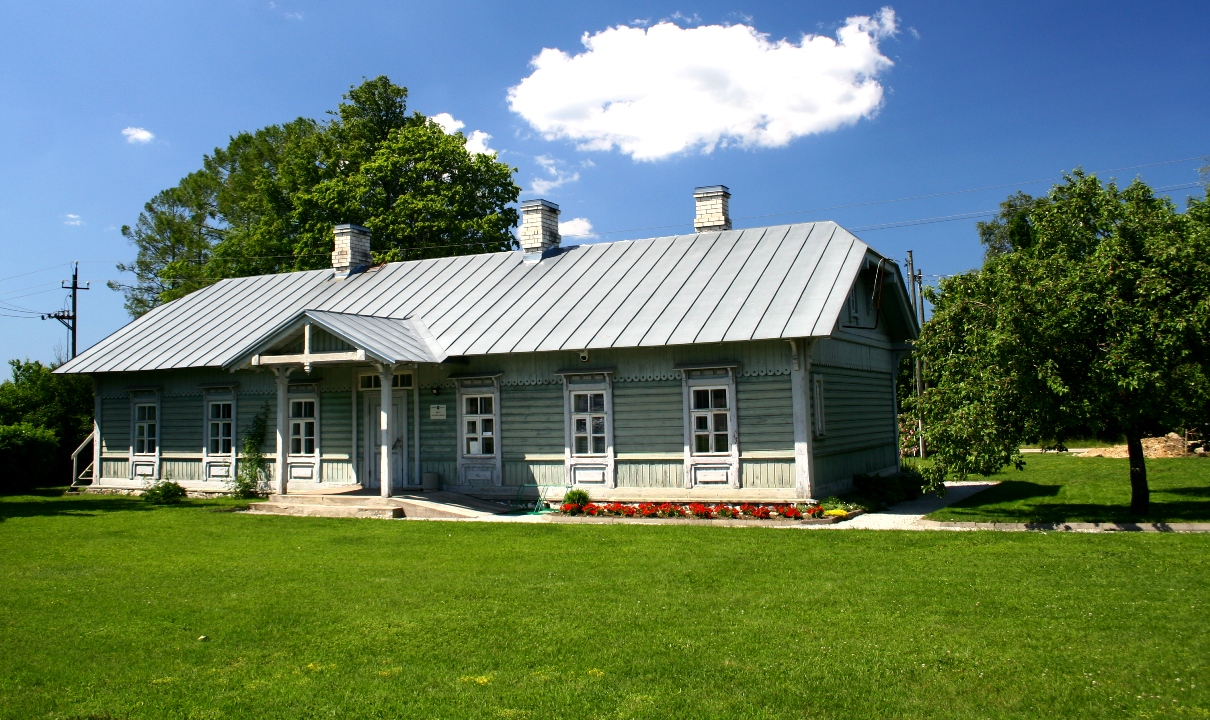
Risti library